# Sharon I. Sopher
Sharon I. Sopher (* 20. Jahrhundert) ist eine US-amerikanische Film- und Fernsehproduzentin.
1968 machte Sopher ihren Abschluss an der University of Wisconsin. Im Anschluss zog sie nach New York City und begann, für das Fernsehen zu arbeiten, ab 1973 für NBC. Ab Mitte des Jahrzehnts berichtete sie über politische Entwicklungen in Afrika, vor allem die Befreiungsbewegungen, und war seither mit dem Kontinent verbunden. 1982 realisierte sie mit Blood and Sand: War in the Sahara ihre erste Dokumentation über Marokko. Der Film wurde vom Public Broadcasting Service finanziert. Politisch war die Produktion umstritten und die Ausstrahlung eingeschränkt.
Bevor Sopher als eigenständige und unabhängige Produzentin und Regisseurin im Dokumentarbereich tätig wurde, arbeitete sie zwölf Jahre als Produzentin für NBC News. 1985 reiste sie nach Südafrika, eine Erfahrung, auf Grund deren sie mit Witness to Apartheid eine Dokumentation inszenierte, die sich mit der Apartheid kritisch auseinandersetzte, insbesondere mit dem Schicksal von Kindern und deren Gewalterfahrungen. Ihre Dreharbeiten waren mit verschiedenen Problemen belastet, so wurden sie und ihre Crew für mehrere Stunden von der Polizei festgehalten.
Für ihre Dokumentation wurde Sopher bei der Oscarverleihung 1987 in der Kategorie Bester Dokumentarfilm für den Oscar nominiert.
2004 inszenierte Sopher mit HIV Goddess: Stories of Courage eine Dokumentation über ihr eigenes Schicksal im Zuge einer zunächst nicht diagnostizierten Ansteckung mit HIV. Ferner realisierte sie eine Fotoausstellung. Ihre Ansteckung geschah vermutlich 1996 und wurde von ihr im Jahr 2000 selbst diagnostiziert. Sie entschloss sich, dies öffentlich zum Thema zu machen und den kaum beachteten Themenbereich Frauen und Aids damit zu bespielen. Sopher erhielt hierfür Unterstützung und Anerkennung von verschiedenen Aktivisten und Organisationen aus der AIDS-Bewegung.